# CPI dos Fundos de Pensão
A CPI dos Fundos de Pensão foi uma Comissão Parlamentar de Inquérito criada em 12 de agosto de 2015 para investigar um rombo de 46 bilhões de reais nos fundos dos Correios (Postalis), Petrobras (Petros), Caixa Econômica Federal (Funcef) e Banco do Brasil (Previ).
Os trabalhos da CPI dos fundos de pensão foram feitos a partir de uma comitiva composta por membros da PF, Banco Central, Comissão de Valores Mobiliários (CVM), Tribunal de Contas da União (TCU) e Previc, órgão responsável pela fiscalização dos fundos de pensão.
A CPI apurou prejuízo de 113,4 bilhões de reais, com a desvalorização de ativos dos quatro fundos de pensão no período de 2011 a 2015. De acordo com o relatório, a rentabilidade do ativo da Previ nesse período ficou abaixo da meta mínima em R$ 68,9 bilhões. Na Petros e na Funcef, o prejuízo para os ativos foi de 22,3 bilhões de reais e 18,1 bilhões de reais, respectivamente. Já no Postalis, a baixa foi de 4,1 bilhões de reais.
No relatório final, a CPI identificou 15 casos de má gestão e fraude nos investimentos desses quatro grandes fundos de pensão, e sugeriu ao Ministério Público Federal que investigue e proponha ações contra cem dirigentes, ex-dirigentes e operadores que estariam envolvidos nesses casos. Um dos envolvidos é o ex-tesoureiro do PT, João Vaccari Neto, que já foi condenado por corrupção na Lava Jato, que teria participado de operações que deram prejuízo aos fundos de pensão. Outro envolvido é o operador Adir Assad, também condenado na Lava Jato por lavagem de dinheiro, e ainda, Alexej Predtechensky, ex-presidente do fundo Postalis, dos funcionários dos Correios.